# Ramonia
Ramonia es un género de hongos liquenizados en la familia Gyalectaceae. Contiene 24 especies.